# هنگ ویژه شناسایی بریتانیا
هنگ ویژه شناسایی بریتانیا (انگلیسی: Special Reconnaissance Regiment) هنگ عملیات پنهانی و شناسایی زیرمجموعه نیروی زمینی بریتانیا و تحت امر نیروی ویژه بریتانیا است، که در سال ۲۰۰۵ تأسیس شد. ستاد فرماندهی هنگ ویژه شناسایی بریتانیا در شهر هرفورد، انگلستان قرار دارد.